# 海上劳工
《海上劳工》（法語：Les Travailleurs de la mer）是法国作家维克多·雨果的一部小说，1866年在比利时出版。故事发生在雨果流亡15年的根西岛，拿破仑战争之后，写到工业革命对小岛的影响。雨果将看似平凡的事件，变成了最高水准的戏剧。
故事涉及一个名叫吉利亚特的根西岛人，爱上了船东利蒂埃利先生的侄女戴吕施特。当利蒂埃利的船在危险的礁石失事时，戴吕施特答应可以嫁给任何抢救船上蒸汽机的人。吉利亚特勇敢地挺身而出，故事讲述他所受的身体考验和磨难（包括与章鱼的战斗）。

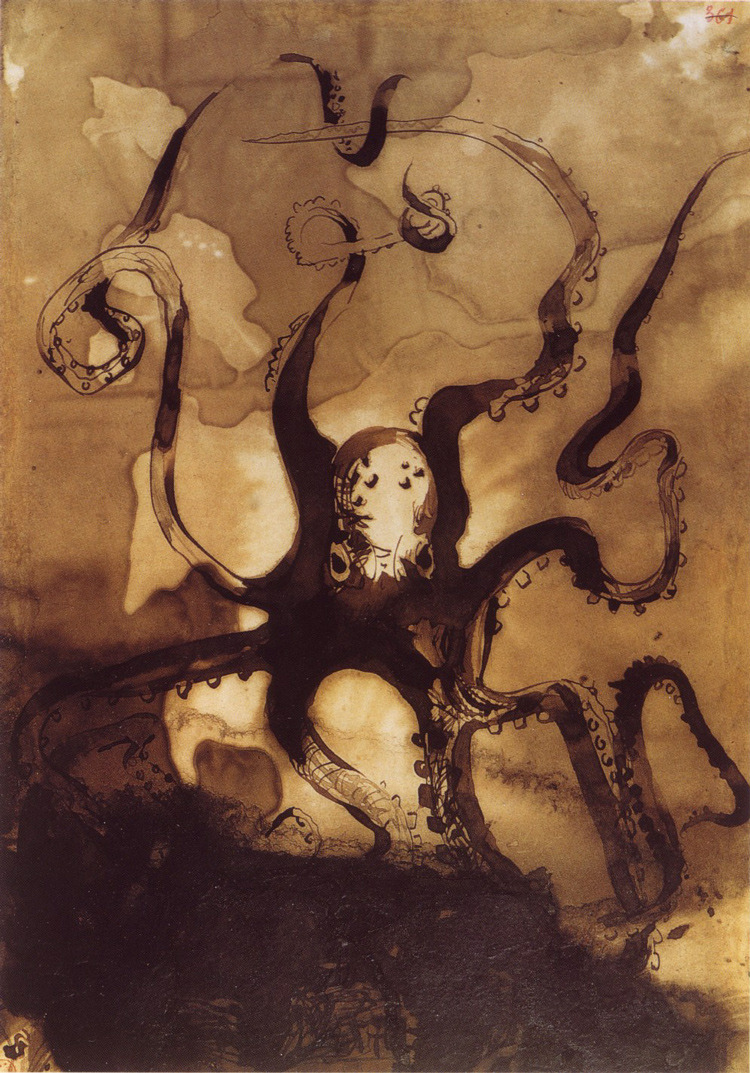
Octopus that Gilliatt faces (ink wash painting by author, 1866)